# Cotoneaster armenus
Cotoneaster armenus är en rosväxtart som beskrevs av Antonina Ivanovna Pojarkova. Cotoneaster armenus ingår i släktet oxbär, och familjen rosväxter. Inga underarter finns listade i Catalogue of Life.